# Allan Nielsen
Allan Nielsen (Esbjerg, 13 marzo 1971) è un allenatore di calcio ed ex calciatore danese, di ruolo centrocampista.

## Carriera

### Club
Ha iniziato la carriera in Germania per il Bayern Monaco nel 1989 all'età di 18 anni. Nei tre anni giocati in Germania ottiene una sola presenza di sei minuti nel 1991 contro l'Hertha Berlino.
Nel 1991 è passato al Sion in cui però non scende mai in campo. Nello stesso anno passa all'Odense nella massima divisione del campionato danese e debutta a settembre.
Nel 1993 vince con l'Odense la Coppa di Danimarca e si trasferisce nel 1994 ai rivali del Copenaghen. Dopo un anno viene ceduto al Brøndby dove vince il suo primo scudetto e viene nominato giocatore dell'anno. Nello stesso anno fa il suo debutto in Nazionale affrontando l'Armenia.
Nel 1996 partecipa a campionato d'Europa 1996 dove trova anche il gol nel 3-0 contro la Turchia. Dopo l'campionato d'Europa 1996 viene acquistato per £1,65 milioni dal Tottenham Hotspur dove in quattro anni disputa 97 incontri segnando 12 reti.
Nel 2000 passa al Wolverhampton Wanderers in First Division dove gioca 7 gare per poi passare al Watford e chiudere la carriera nel 2004 in patria nel Herfølge Boldklub.

## Palmarès

### Giocatore

#### Club
- Coppa di Danimarca: 1

Odense: 1992-1993
- Campionato danese: 1

Brøndby: 1995-1996
- Coppa di Lega inglese: 1

Tottenham: 1998-1999

#### Individuale
- Calciatore danese dell'anno: 1

1996